# James McCrae (football)
Pour les articles homonymes, voir James McCrae.
James Clark Fulton McCrae, également appelé McRae, McRea, McCray et McCabe (né le 2 septembre 1894 à Bridge of Weir et mort le 3 septembre 1974 à Paisley), est un ancien joueur, et entraîneur de football écossais.
Son frère, David McCrae, fut également un international écossais.

## Biographie

### Joueur
Né à Bridge of Weir, McCrae commence sa carrière professionnelle avec Clyde en 1912. Sa carrière est interrompue avec la Première Guerre mondiale. Pendant la guerre, McCrae rejoint l'équipe de guerre des Grenadier Guards avec des joueurs qui jouent pour leurs clubs respectifs. Il évolue donc à Clyde, aux Rangers et à West Ham United. 
Après la guerre, il reste à West Ham en Angleterre. Il part ensuite à Bury, puis Wigan Borough, New Brighton, Manchester United, et Watford où il joue en tout 187 matchs en Football League. 
Il retourne ensuite en Écosse à Third Lanark et enfin dans son premier club, Clyde où il prend sa retraite en 1928.

### Entraîneur
McCrae entraîne ensuite l'équipe d'Égypte pendant la coupe du monde 1934, puis il entraîne en Turquie l'İstanbulspor A.Ş., puis le Fram en Islande.